# Klein Kijkuit
Klein Kijkuit was een fort bij de Nederlandse stad Hulst. Het fort was gelegen ten zuiden van Fort De Rape, en op 3 km ten noorden van Clinge, aan de Kijkuitstraat. Eind 17e eeuw werd dit fort aangelegd in de Nieuw-Kieldrechtpolder, aan de Moerschans.
Van het fort is in het landschap niets meer terug te vinden.